# Dom Casmurro

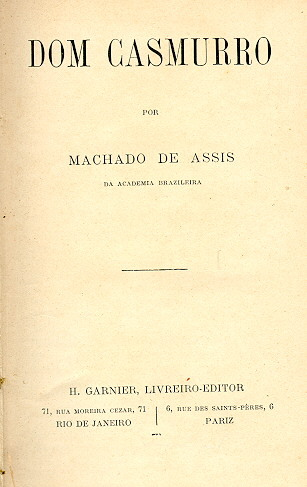
Titelblatt der Erstausgabe 1899

Der 1899 erstmals veröffentlichte Roman Dom Casmurro von Joaquim Maria Machado de Assis ist eines der bedeutendsten Werke des brasilianischen Realismus. 
Protagonist und gleichzeitig Erzähler der Geschichte ist Bentinho, seines Zeichens sich betrogen vermutender Ehemann aus Rio de Janeiro, der sich während des Handlungsverlaufes mehrmals die Frage stellt, ob seine Frau Capitu ihn mit seinem besten Freund Escobar betrogen hat und ob ihr gemeinsamer Sohn demzufolge wohl nicht auch von diesem gezeugt sei. Bentinho ist ein subjektiver Erzähler mit einem eingeschränkten Sichtfeld, also wird auch der Leser, obgleich das Buch eine explizite Antwort auf die Frage, ob er tatsächlich betrogen wurde, vermissen lässt, zu eben jener Konklusion, dass dies wohl der Wahrheit entspricht, zumindest animiert.

## Handlung
Die Handlung setzt ein, als sich der noch jugendliche Bentinho gegen seine Familie auflehnt, die entschieden hatte, dass er Priester werden solle, und sich zunächst heimlich mit Capitu, seiner Jugendliebe trifft. Schnell wird beiden klar, dass sie um ihre Liebe kämpfen müssen und so steht, obgleich Bentinho zunächst für einige Zeit bei Pastor Cabral in die Lehre gehen muss, für beide fest, dass sie heiraten werden, sobald er zurückkehrt. Zu dieser Zeit lernt er Escobar kennen, dem er sich anvertrauen kann und den er so noch über die Lehre hinaus als Freund gewinnt. Durch eine Spitzfindigkeit Escobars können beide die Lehre vorzeitig verlassen und sich doch noch mit ihren Geliebten, Bentinho also mit Capitu und Escobar mit deren bester Freundin Sancha Gurgel, vermählen. Der Ehe Escobars steht schon sehr bald Nachwuchs ins Haus, eine Tochter, die er verblüffenderweise auf den Namen Capitu taufen lässt. Bentinhos und seiner Capitu Kinderwunsch dagegen bleibt lange Zeit unerfüllt, worauf Capitu bei Escobar um Rat fragt und siehe da, etwas später stellt sich auch in der Ehe Bentinhos Nachwuchs ein. Das Neugeborene hört fortan auf den Namen Ezequiel, welches gleichzeitig der Vorname Escobars ist.
Kurz darauf stirbt Escobar auf rätselhafte Art und Weise. Bentinho erfährt von diesem Unglück, als er bei der Arbeit sitzt und sich kurzerhand von der verblüffenden Ähnlichkeit seines Filius mit seinem Freund Escobar auf einem Foto hat ablenken lassen. Schnell vergisst er über der tragischen Nachricht seine Zweifel, doch nur wenig später, als er in der Erinnerung an den verlorenen Freund schwelgt, kommen sie allmählich wieder. Er erinnert sich an gelegentliche Treffen seiner Gattin mit seinem besten Freund, er beobachtet, wie sein Sohn Ezequiel jenem immer mehr gleicht und so beginnen seine Zweifel zu wachsen. In seiner Verzweiflung erwägt er kurzzeitig sich das Leben zu nehmen, verschiebt diese Idee aber immer wieder. Stattdessen wird er kurz darauf von Capitu überrascht, als er den Jungen Ezequiel zu töten versucht.
Aus einer gemeinsamen Reise in die Schweiz kehrt Bentinho allein, ohne Frau und Sohn, zurück. Er hat sie dort zurückgelassen, da Ezequiel dort angeblich bessere Aussichten auf eine hervorragende Bildung hat. Als Ezequiel eines Tages als junger Mann zurückkehrt, scheint er Escobar wie aus dem Gesicht geschnitten, er erzählt vom Tod seiner Mutter, dass sie in der Schweiz begraben liege und er nun ausgebildeter Archäologe und auf dem Weg zu Ausgrabungen im mittleren Orient sei. Wenig später erhält Bentinho Nachricht, dass auch sein Sohn gestorben sei, an Typhus, wie es heißt, und man habe ihn in heiliger Erde begraben.
Aus dem hoffnungsvollen, jugendlichen, kämpferischen Bentinho, den der Leser anfangs kennenlernen durfte, der gemeinsam mit seiner geliebten Capitu seine Träume verwirklichen wollte, ist nun ein alter, verbitterter, einsamer Mann geworden, der über seine Zweifel nicht erhaben sein konnte und so alles wieder verloren hat, wofür er gekämpft hatte.

## Ausgaben
- Dom Casmurro e os discos voadores. Neuaufl. Lua de Papel, São Paulo 2010, ISBN 978-85-630-6630-5.
- Dom Casmurro. Roman. Weltbild Verlag, Augsburg 2005, ISBN 3-8289-7925-4.
- Dom Casmurro. Manesse, Zürich 2013, ISBN 978-3-7175-2300-0.

Digitalisate
- Brasilianische Erstausgabe 1899 (portugiesisch)